# Enith Brigitha
Enith Sijtje Maria Brigitha (Willemstad, Curaçao, 1955. április 15. –) olimpiai bronzérmes holland úszónő.

## Pályafutása
Az akkoriban még a Holland Antillákhoz tartozó Curaçao szigetről származó Brigitha korának legsikeresebb színes bőrű úszónője volt. 1971-ben költözött Hollandiába, és 1:00,5-ös idejével százon ekkor a világ tíz legjobb gyorsúszója közt volt.
1972-ben részt vett a müncheni olimpiai játékokon. Öt számban indult és mind az ötben döntőig jutott, érmet azonban nem tudott nyerni. Az ezt követő években több bronz-, és ezüstérmet szerzett a világ-, és Európa-bajnokságokon, majd 1976-ban újfent szerepelt az olimpián. Montrealban száz, valamint kétszáz méter gyorson is harmadik lett.

## Magánélete
1990-ben visszaköltözött Curaçaora, ahol saját úszóiskolát működtet gyerekeknek.